# 長橋新村
長橋新村是位於中華人民共和國上海市徐匯區的一個住宅區，地處上海中學和上海中環線以南，老滬閔路以東，澱浦河以北。該住宅區最初為田野，1956年至1958年期間，泰山耐火材料廠在田野修建9幢共1.35萬平方米的職工住宅樓。後來上海市屬企業和上海縣房管所又聯合築造住宅，截至1981年，長橋新村已有20幢共3.2萬平方米的住宅樓。1982年至1984年，又新建18萬平方米住宅。
由於长桥新村部分房屋老化，2023年2月，长桥新村旧改工作启动。8月，旧改工作启动签约。8月26日，长桥新村片区旧城区改建项目居民集中搬场仪式舉行。